# 錦町 (台北市)
錦町（にしきちょう）は、日本統治時代の台湾における台北市の行政区画。福住町の南に位置し、千歳町の東に位置した。主に内地出身の日本人が居住した地区である。現在の和平東路一段、杭州南路二段および潮州街の一帯が錦町に含まれる。

## 町内の施設
- 錦町日式宿舎群（中国語版）